# Thomas Compton Carleton
Thomas Compton Carleton, né  en 1592 dans le Cambridgeshire, en Angleterre, et décédé le 24 mars 1666 à Liège, est un  jésuite et philosophe anglais.

## Biographie
Thomas Compton Carleton entre dans la Compagnie de Jésus en 1617, étudie les belles-lettres à Saint-Omer puis la philosophie et la théologie à Liège. Il passe ensuite en Espagne, au collège anglais de Valladolid. Il y croise Rodrigo de Arriaga, dont il dit qu'il fut son condisciple. Son cours de philosophie est à remarquer, dans la mesure où il permet de mesurer l'émoi qu'a suscité le cartésianisme parmi les théologiens (en particulier dans les Pays-Bas) : il y signale la fausseté de thèses telles que l'inexistence des formes substantielles, il démontre l'incompatibilité de la théorie cartésienne sur l'essence des corps avec l'enseignement catholique de la transsubstantiation et de la permanence eucharistique. On peut noter dans ce contexte que la congrégation générale des Jésuites tenue à Rome en 1645-49 avait donné pour directive d'interdire les thèses cartésiennes au sein de la Compagnie aussi longtemps que leur caractère douteux serait de nature à diviser les membres de la Compagnie.

## Œuvres imprimées

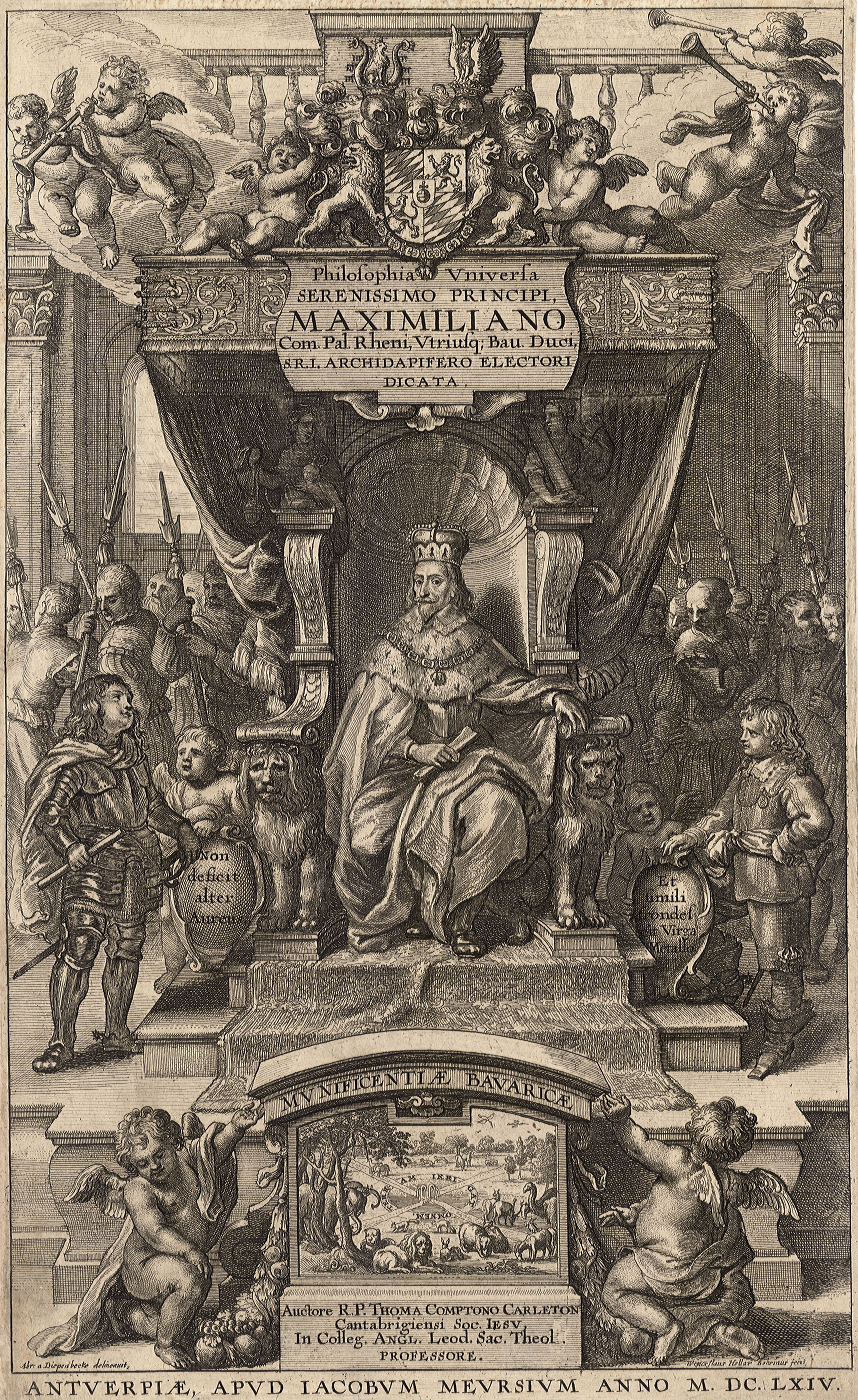
Thomas Compton Carleton, Philosophia universa (Anvers, 1649)

- Lettre à Juan Caramuel, Liège, 7 février 1653, in Juan Caramuel y Lobkowitz, Theologia moralis fundamentlais pars altera, Frankfurt 1652, p. 98-99.
- Philosophia universa, Anvers, typ. Jacob Meursius, 1649 ; Anvers, typ. Jacob Meursius, 1664 ; Editio tertia, Anvers, 1697. Editions partielles : Uniuersa Aristotelis Dialectica , Salamanca, 1675 ; Disputationes physicae ubi etiam De generatione et corruptione, Salamanca, 1676 ; Disputationes in tres libros Aristotelis de anima, Salamanca, 1717.
- Prometheus Christianus seu liber Moralium in quo philosophiae moralis finis et scopus aperitur, simulque media quibus in homine formando in hominem utitur declarantur ex antiquorum Philosophorum monumentis declarantur, Anvers, 1652 ; Secunda editio priore multo correctior et ab ipso Auctore revisa, Liège, 1653.
- Cursus theologicus tomus prior ea brevitate conscriptus, quam tot, tantaque rerum amplitudo et varietas patitur, quas prima pars et prima secundae Divi Thomae complectuntur, quaestiones insuper ad mores, et praxim spectantes quae peculiarem cum scholasticis habent connexionem declarantur, Liège, 1659 ; Anvers, 1684 ; Anvers, 1710.
- Cursus theologicus tomus posterior patitur quas secundae et tertiae pars divi Thomae complectitur, quaestiones insuper ad mores et praxim spectantes maxime circa Sacramenta accurate declarantur, Liège, 1662 ; Anvers, 1689 ; Anvers, 1710.
- Epistola Reverendi admodum et eruditissimi Patris Thomae Comptoni S.J., Leodii, 7 febr. 1653, in : Juan Caramuel y Lobkowitz, Theologiae moralis fundamentalis pars altera, Frankfurt/M., 1653, 98-99.